# Orbita poseidosincrona
Si dice orbita poseidosincrona una qualsiasi orbita sincrona attorno a Nettuno, potenzialmente utilizzabile da satelliti naturali o artificiali del pianeta. I satelliti in orbita poseidosincrona sono caratterizzati da un periodo orbitale pari al giorno siderale nettuniano; è importante osservare che questi satelliti non mantengono sempre necessariamente la medesima posizione nel cielo di Nettuno.
Un'orbita poseidosincrona che sia equatoriale (complanare all'equatore del pianeta), circolare e prograda (ovvero che ruoti nella stessa direzione dell'atmosfera di Nettuno) è detta poseidostazionaria; i satelliti in orbita poseidostazionaria, analogamente a quelli in orbita geostazionaria, mantengono sempre la stessa posizione relativa rispetto alla superficie planetaria.
Attualmente Naiade, Talassa, Despina, Galatea e Larissa, i cinque satelliti naturali più interni di Nettuno, si trovano al di sotto del raggio dell'orbita poseidosincrona; le forze di marea indotte dal pianeta stanno dunque provocando un graduale decadimento delle loro orbite, che li porterà a precipitare nell'atmosfera di Nettuno o a disintegrarsi.

## Parametri orbitali
Il raggio dell'orbita poseidosincrona è dato dalla formula
{\displaystyle r_{poseidos.}={\sqrt[{3}]{\frac {GMT_{rotaz}^{2}}{4\pi ^{2}}}}=83\,496\,km.}
La velocità orbitale di un satellite in una simile orbita sarebbe dunque pari a
{\displaystyle v_{orb}={\frac {2\pi r_{orb}}{T_{rotaz}}}=9,046\,km/s.}
Una siffatta orbita è effettivamente possibile; si trova infatti all'interno della sfera d'influenza gravitazionale nettuniana, data dal raggio di Hill secondo la formula
{\displaystyle r_{Hill}=a{\sqrt[{3}]{\frac {m_{N}}{3M_{S}}}}=116\,036\,214\,km.}